# Nuoto in acque libere ai campionati mondiali di nuoto 2015 - 25 km femminili
La gara dei 25 km in acque libere femminile si è svolta la mattina del 1º agosto 2015 e vi hanno preso parte 21 atlete, provenienti da 13 diverse nazioni. La gara, svoltasi nella acque del fiume Kazanka, è iniziata alle 8:00 ora locale ed è terminata circa sei ore dopo.

## Medaglie
| Posizione | Atleta            | Nazionalità |
| --------- | ----------------- | ----------- |
| Oro       | Ana Marcela Cunha | Brasile     |
| Argento   | Anna Olasz        | Ungheria    |
| Bronzo    | Angela Maurer     | Germania    |

## Risultati
| Posizione | Atleta              | Nazionalità | Tempo     |
| --------- | ------------------- | ----------- | --------- |
|           | Ana Marcela Cunha   | Brasile     | 5h13'47"3 |
|           | Anna Olasz          | Ungheria    | 5h14'13"4 |
|           | Angela Maurer       | Germania    | 5h15'07"6 |
| 4         | Aurélie Muller      | Francia     | 5h16'07"5 |
| 5         | Finnia Wunram       | Germania    | 5h19'02"5 |
| 6         | Margarita Domínguez | Spagna      | 5h19'39"4 |
| 7         | Alice Franco        | Italia      | 5h19'50"5 |
| 8         | Emily Brunemann     | Stati Uniti | 5h19'51"2 |
| 9         | Ashley Twichell     | Stati Uniti | 5h20'20"8 |
| 10        | Ilaria Raimondi     | Italia      | 5h21'05"2 |
| 11        | Olga Kozydub        | Russia      | 5h22'46"1 |
| 12        | Jessica Walker      | Australia   | 5h23'33"0 |
| 13        | Chelsea Gubecka     | Australia   | 5h28'49"2 |
| 14        | Nikoletta Kiss      | Ungheria    | 5h30'36"4 |
| 15        | Lenka Štěrbová      | Rep. Ceca   | 5h36'09"9 |
| 16        | Yang Dandan         | Cina        | 5h42'19"5 |
| 17        | Cao Shiyue          | Cina        | 6h02'49"7 |
| -         | Betina Lorscheitter | Brasile     | DNF       |
| -         | Xeniya Romanchuk    | Kazakistan  | DNF       |
| -         | Silvie Rybářová     | Rep. Ceca   | DNF       |
| -         | Julia Arino         | Argentina   | DNF       |